# Bârsău de Jos, Satu Mare
Bârsău de Jos (maghiară Alsóberekszó) este un sat în comuna Bârsău din județul Satu Mare, Transilvania, România.

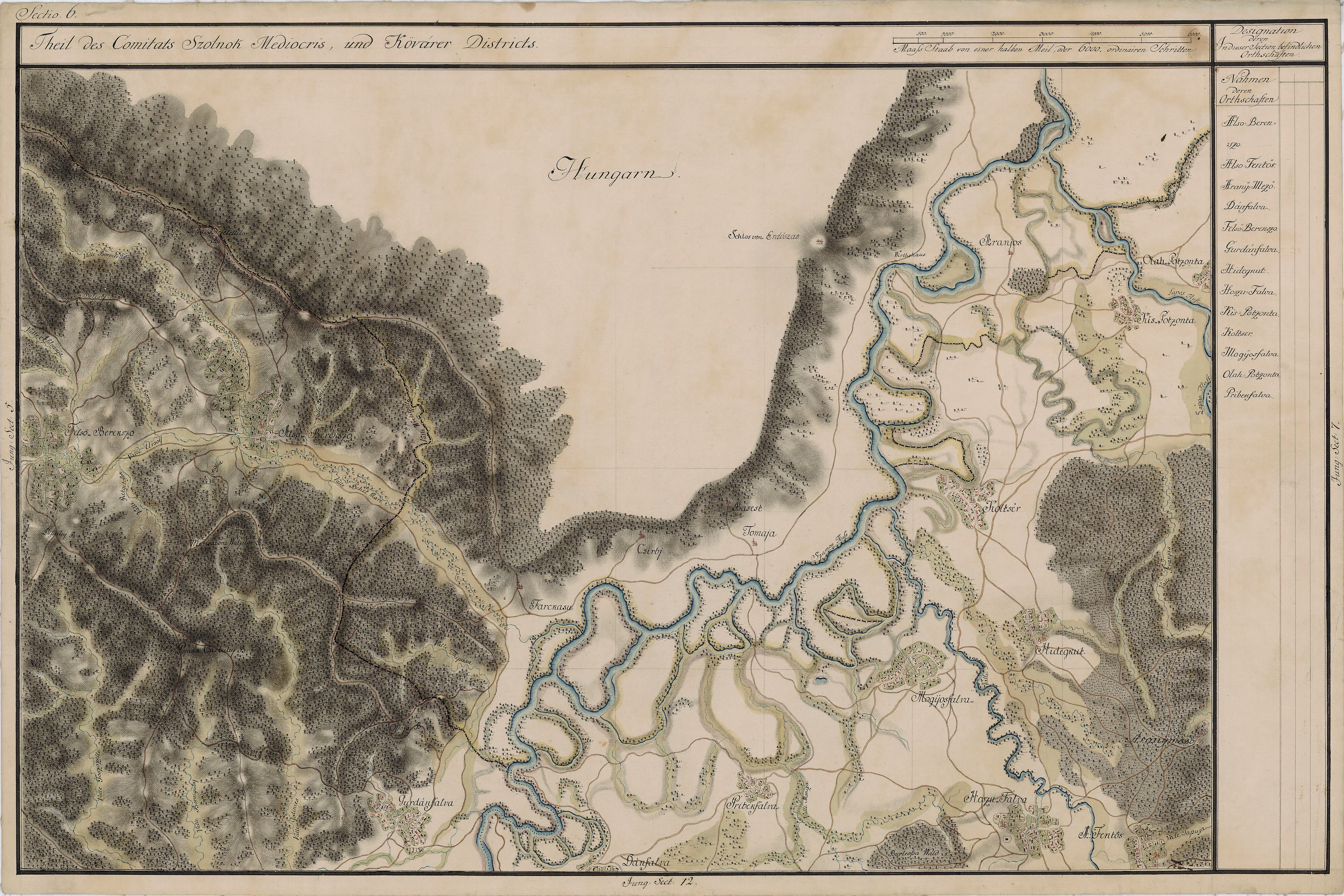
Bârsău de Jos în Harta Iosefină a Transilvaniei

 Acest articol despre o localitate din județul Satu Mare este deocamdată un ciot. Puteți ajuta Wikipedia prin completarea lui.